# Zanha golungensis
Espèce
Zanha golungensis est une espèce de plantes de la famille des Sapindaceae et du genre Zanha, présente en Afrique tropicale.
Son épithète spécifique golungensis fait référence à Golungo Alto, une localité d'Angola dans la province de Kwanza-Nord, où le spécimen type a été découvert.

## Description
C'est un arbre pérenne atteignant 20, voire 30 m de hauteur, avec une couronne très ramifiée et un fût irrégulier. Les fleurs mâles forment de petites cymes ombelliformes, les fleurs femelles de petits racèmes. À maturité, le fruit ovoïde est d'un jaune orangé,.

## Distribution
L'espèce est présente en Afrique tropicale, du Sénégal à l'Éthiopie et au Kenya, également en direction du sud, en Angola, en Zambie, au Zimbabwe et au Mozambique.

## Habitat
On la rencontre dans les forêts, les forêts galeries, les savanes, à une altitude comprise entre 300 et 1 700 m.

## Utilisation
La pulpe du fruit est consommée crue, notamment par les enfants et les éleveurs, en petites quantités car elle peut occasionner des diarrhées sévères.

Plusieurs parties de la plante contenant de la saponine, on les emploie pour fabriquer du savon. Les brindilles sont utilisées pour l'hygiène dentaire.

Le bois est dur et dense. On s'en sert pour la construction et la confection de petits objets, également pour le bois de chauffe et le charbon de bois.

En médecine traditionnelle, l'écorce séchée et broyée est inhalée pour soigner les refroidissements, les fièvres, les maux de tête ou les convulsions.

Avec une décoction de racines, on traite en outre l'impuissance, les vers intestinaux, les troubles digestifs, la constipation, les hernies, la dysenterie et certaines maladies mentales.